# Pfarrhaus (Wengen)

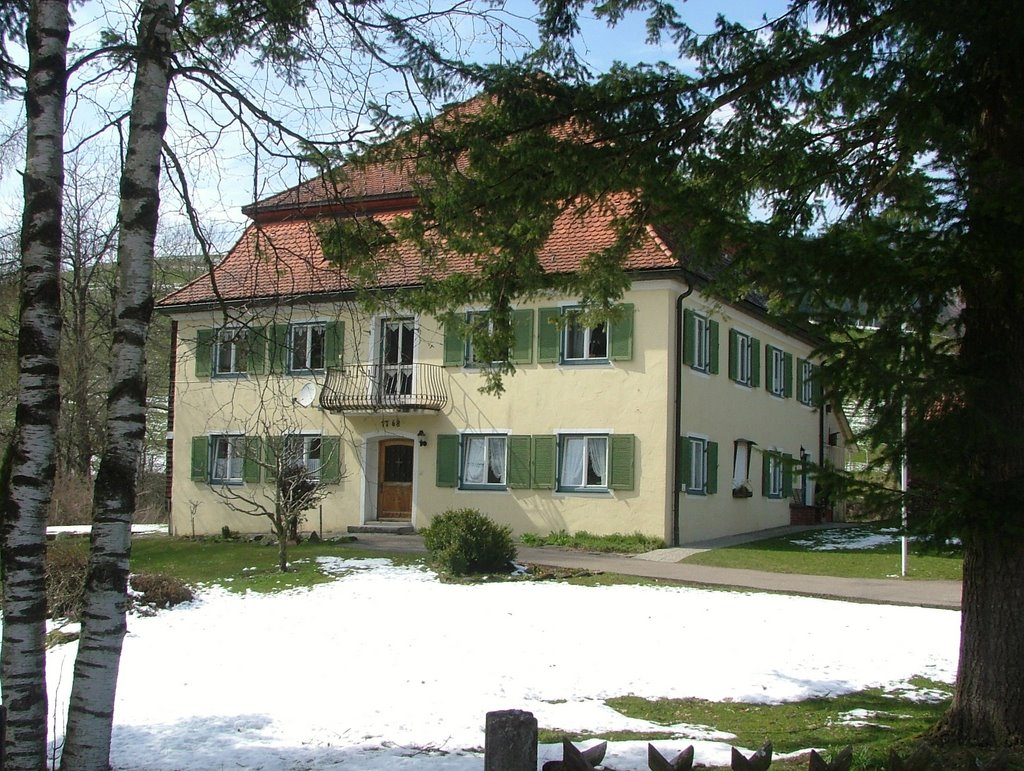
Pfarrhaus in Wengen

Das Pfarrhaus in Wengen, einem Gemeindeteil von Weitnau im Landkreis Oberallgäu im bayerischen Regierungsbezirk Schwaben, wurde 1713 errichtet. Das Pfarrhaus am Kirchweg 10 ist ein geschütztes Baudenkmal.
Der zweigeschossige Bau mit Mansardwalmdach wurde 1713 errichtet und 1768 erneuert. Er besitzt vier zu fünf Fensterachsen.